# Harrisburg (Nebraska)
Harrisburg és una concentració de població designada pel cens dels Estats Units a l'estat de Nebraska. Segons el cens del 2000 tenia 75 habitants.

## Demografia
Segons el cens del 2000, Harrisburg tenia 75 habitants, 31 habitatges, i 23 famílies. La densitat de població era de 5,4 habitants per km².
Dels 31 habitatges en un 19,4% hi vivien nens de menys de 18 anys, en un 71% hi vivien parelles casades, en un 3,2% dones solteres, i en un 22,6% no eren unitats familiars. En el 16,1% dels habitatges hi vivien persones soles el 9,7% de les quals corresponia a persones de 65 anys o més que vivien soles. El nombre mitjà de persones vivint en cada habitatge era de 2,42 i el nombre mitjà de persones que vivien en cada família era de 2,63.
Per edats la població es repartia de la següent manera: un 21,3% tenia menys de 18 anys, un 6,7% entre 18 i 24, un 14,7% entre 25 i 44, un 36% de 45 a 60 i un 21,3% 65 anys o més.
L'edat mediana era de 49 anys. Per cada 100 dones de 18 o més anys hi havia 110,7 homes.
La renda mediana per habitatge era de 47.083 $ i la renda mediana per família de 50.625 $. Els homes tenien una renda mediana de 43.750 $ mentre que les dones 11.563 $. La renda per capita de la població era de 19.992 $. Cap de les famílies i el 2,7% de la població estaven per davall del llindar de pobresa.

## Poblacions més properes
El següent diagrama mostra les poblacions més properes.